# Arno van Zwam
Arno van Zwam (Beneden-Leeuwen, 16 september 1969) is een keeperstrainer en voormalig voetbaldoelman.
Van Zwam begon met voetballen bij de amateurs van Leones uit Beneden-Leeuwen. In 1992 werd hij bij de selectie van Fortuna Sittard gehaald. In het seizoen 1994/95 maakte hij daadwerkelijk zijn debuut in het eerste elftal. Dat seizoen speelde Van Zwam alle competitiewedstrijden en wist de ploeg te promoveren naar de eredivisie. De keeper bleef acht seizoenen bij de Limburgse club, tot hij in 2000 een lucratief contract kon tekenen bij Júbilo Iwata. In zijn vierde jaar bij die club kreeg hij, halverwege het seizoen, een aanbod van NAC Breda. Hij besloot om in de nadagen van zijn carrière terug te gaan naar Nederland. Aanvankelijk werd hij vooral gehaald als versterking in de breedte en een aanspreekpunt voor de jongeren in het team, maar in het seizoen 2005/06 was hij regelmatig basisspeler. In het seizoen 2006/07 was hij nog als speler actief, waarna hij in het 2007/08 bij NAC Breda in dienst trad als keeperstrainer. Hij stapte in mei 2014 over naar ADO Den Haag om daar de keepers te trainen en de hoofdcoach te assisteren.
In januari 2019 werd hij voor een half jaar assistent van Fred Rutten bij RSC Anderlecht.

## Clubstatistieken
| Seizoen   | Club            | Duels | Goals | Competitie     |
| --------- | --------------- | ----- | ----- | -------------- |
| 1992/93   | Fortuna Sittard | 0     | 0     | Eredivisie     |
| 1993/94   | Fortuna Sittard | 0     | 0     | Eerste divisie |
| 1994/95   | Fortuna Sittard | 34    | 0     | Eerste divisie |
| 1995/96   | Fortuna Sittard | 33    | 0     | Eredivisie     |
| 1996/97   | Fortuna Sittard | 34    | 0     | Eredivisie     |
| 1997/1998 | Fortuna Sittard | 34    | 0     | Eredivisie     |
| 1998/99   | Fortuna Sittard | 31    | 0     | Eredivisie     |
| 1999/00   | Fortuna Sittard | 34    | 0     | Eredivisie     |
| 2000      | Júbilo Iwata    | 15    | 0     | J-League       |
| 2001      | Júbilo Iwata    | 26    | 0     | J-League       |
| 2002      | Júbilo Iwata    | 16    | 0     | J-League       |
| 2003      | Júbilo Iwata    | 17    | 0     | J-League       |
| 2003/04   | NAC Breda       | 7     | 0     | Eredivisie     |
| 2004/05   | NAC Breda       | 3     | 0     | Eredivisie     |
| 2005/06   | NAC Breda       | 17    | 0     | Eredivisie     |
| 2006/07   | NAC Breda       | 2     | 0     | Eredivisie     |